# Колон (Нариньо)
Колон (исп. Colón) — муниципалитет в составе департамента Нариньо Колумбии, является частью провинции Рио-Майо. Административный центр — Хенова.

## История
Выделен в отдельную административную единицу в 1921 году.

## Географическое положение

Муниципалитет Колон

Муниципалитет Колон граничит на севере с территорией муниципалитета Сан-Пабло, на востоке — с муниципалитетом Ла-Крус, на юге — с муниципалитетом Белен, на западе — с муниципалитетом Ла-Уньон, на северо-западе — с территорией департамента Каука. Площадь муниципалитета составляет 80 км².

## Население
По данным Национального административного департамента статистики Колумбии, численность населения муниципалитета в 2024 году составляла 8904 человека.
Динамика численности населения муниципалитета по годам:
| 2005 | 2010 | 2015   | 2020 | 2021 | 2022 | 2023 | 2024 |
| ---- | ---- | ------ | ---- | ---- | ---- | ---- | ---- |
| 9658 | 9914 | 10 127 | 8659 | 8731 | 8783 | 8829 | 8904 |

Согласно данным переписи 2005 года мужчины составляли 51,8 % от населения Колона, женщины — соответственно 48,2 %. В расовом отношении белые и метисы составляли 90 % от населения муниципалитета; негры, мулаты и райсальцы — 10 %.
Уровень грамотности среди всего населения составлял 82,5 %.

## Экономика
Основу экономики муниципалитета составляет сельское хозяйство.
76,5 % от общего числа муниципальных предприятий составляют предприятия торговой сферы, 11,8 % — предприятия сферы обслуживания, 11,7 % — промышленные предприятия.